# Драгиново
Драгиново (болг. Драгиново) — село в Болгарии. Находится в Пазарджикской области, входит в общину Велинград. Население составляет 4820 человек.

## Политическая ситуация
В местном кметстве Драгиново, в состав которого входит Драгиново, должность кмета (старосты) исполняет Бисер  Цанков Кафеджиев (Движение за права и свободы (ДПС)) по результатам выборов.
Кмет (мэр) общины Велинград — Иван Георгиев Лебанов (независимый) по результатам выборов.